# Хребтово (Московская область)
Хребтово — деревня в Сергиево-Посадском районе Московской области России, входит в состав сельского поселения Селковское.

## Население
| 1835 | 1850 | 1857 | 1859 | 1886 | 1895 | 1905 | 1926 |
| ---- | ---- | ---- | ---- | ---- | ---- | ---- | ---- |
| 201  | ↗225 | ↗290 | ↗291 | ↗306 | ↗412 | ↘403 | ↗467 |
| 2002 | 2006 | 2010 |      |      |      |      |      |
| ↘25  | ↗46  | ↘20  |      |      |      |      |      |

## История
В 1571 году Никита Аксентьев сын Парфентьев передал Хребтово с деревнями Троице-Сергиеву монастырю. После секуляризации 1764 года село Хребтово стало казённым.
Церковь в Хребтове существовала уже в 1593 году:
в селе церковь Воскресение Христово с приделом Николая Чудотворца
Первая каменная церковь построена здесь в 1735 году. Затем она сгорела. В 1799 году вместо сгоревшей прихожанами поставлена каменная церковь во имя Обновления храма Воскресения Христова с приделом Николая Чудотворца. В 1862 году была расширена трапезная и в ней устроено два придела. Престолов, таким образом, получилось три: в холодной во имя Обновления храма Воскресения Христова в Иерусалиме, в трапезной тёплой во имя Рождества Христова и святого Николая Чудотворца.
В Хребтове была земская народная школа.
Во времена Российской империи село относилось к Переславскому уезду Владимирской губернии, до 1929 года — центр Хребтовской волости.
До 1959 года Хребтово было центром Хребтовского сельсовета.

## Известные уроженцы
- Баринов Фёдор Герасимович (1864 — ?) — крестьянин, депутат Государственной думы I созыва от Владимирской губернии.
- Исаев Василий Ефимович (1915—1971) — майор Советской Армии, участник Великой Отечественной войны, Герой Советского Союза (1944).
- Семёнов Анатолий Иванович (1908—1973) — советский военный деятель, генерал-лейтенант Советской армии, участник Великой Отечественной войны, Герой Социалистического Труда, лауреат Государственной премии СССР, дважды лауреат Сталинской премии.